# 王紘
王 紘（おう こう、生没年不詳）は、東魏から北斉にかけての軍人。字は師羅。本貫は太安郡狄那県。

## 経歴
王基の子として生まれた。小部酋帥となった。興和年間、高澄に召されて庫直となり、奉朝請に任じられた。高澄が殺害されたとき、王紘は白刃を振るって反乱者と戦い、その忠節により平春県男の爵位を受け、晋陽県令に任じられた。
天保元年（550年）、北斉が建国されると、王紘は寧遠将軍の号を加えられ、文宣帝の知遇を得た。乾明元年（560年）、常山王高演が丞相となると、王紘は中外府功曹参軍事に任じられた。皇建元年（同年）、爵位は義陽県子に進んだ。河清3年（564年）、諸将とともに突厥を攻撃し、驃騎大将軍の位を加えられた。天統元年（565年）、給事黄門侍郎に任じられ、射声校尉の位を加えられて、よたび散騎常侍に転じた。
武平元年（570年）、王紘は開府儀同三司となった。勇敢で弓に強い精鋭を選抜して、要地に派遣するよう上奏した。武平4年（573年）、南朝陳の軍が淮南を攻撃してくると、後主は群官に協議を命じた。封輔相が出撃を求めたが、王紘は和睦と民力休養を求め、王紘の議論に賛同する者が多数を占めた。まもなく侍中を兼ね、北周への使者に立った。帰国すると、しばらくして死去した。著に『鑑誡』24篇があった。

## 人物・逸話
- 王紘は若い頃から弓と馬を好み、騎射を得意とし、すこぶる文学を愛した[1][2]。
- 王紘が13歳のとき、揚州刺史の郭元貞に会った。郭元貞が王紘の背を撫でて「おまえは何の書を読んでいるのか」と訊ねると、王紘は「『孝経』を読んでいます」と答えた。郭元貞が「孝経は何を言っているのか」と訊くと、王紘は「上にあっては驕らず、下にあっては乱れないということです」と答えた。郭元貞が「わたしは刺史となったが、驕っているのだろうか」と訊くと、王紘は「公は驕ってはいませんが、君子は発生しないうちに防ぐといいます。願わくはご留意ください」と言った。郭元貞は王紘を褒めた[1][2]。
- 王紘が15歳のとき、父に従って北豫州にいた。行台の侯景が衣を着る方法は襟を左前とすべきか、右前とすべきかを人と論じあったことがあった。尚書の敬顕儁は「孔子が『管仲がいなければ、わたしは髪をざんばらに襟を左前にしていただろう』（『論語』 憲問）と言っていますから、襟を右前にするのが正しいのでしょう」と言った。王紘は進み出ると、「国家の龍が朔野を飛び、中原を雄歩して、五帝が儀式を異にし、三王が制度を別にしているのですから、衣の襟の左右など、どうしてこだわるに足りましょうか」と言った。侯景は少年の聡明を珍しく思って、名馬を賜った[1][2]。
- 文宣帝が側近たちと酒を飲んでいたとき、「快きかな、大楽あり」と言った。王紘は「また大楽あり、また大苦あり」と答えた。文宣帝は「大苦とは何のことだ」と訊ねた。王紘は「長夜に荒飲して悟らず、国は滅びて家は破れ、身は死して名は滅ぶことが、いわゆる大苦でございます」と答えた。文宣帝は憮然とした。後に「おまえと紇奚舎楽は同じく我が兄に仕えたが、舎楽は死んだのに、おまえはどうして死んでいないのだ」と王紘を責めた。王紘は「君主が亡くなると臣下が死ぬのは、もとより平常の決まりです。ただし反乱者が弱小なりと立っている場合には、臣下は死なないものなのです」と答えた。文宣帝は燕子献に命じて王紘を縛らせ、長広王に頭を押さえさせ、文宣帝自ら刃を下そうとした。王紘は「楊愔と崔季舒は逃走して難を避けながら、位は尚書僕射にいたりましたが、死の危険を冒して直言する士がかえって殺戮されるとは、昔からこのような例はありません」と言った。文宣帝は刃を地に投げ捨てて、「王師羅は殺すことができない」と言って釈放させた[3][2]。

## 伝記資料
- 『北斉書』巻25 列伝第17
- 『北史』巻55 列伝第43